# ديفيد آرثر براون
ديفيد آرثر براون (بالإنجليزية: David Arthur Brown)‏ هو مغن مؤلف وملحن ومغني أمريكي، ولد في 19 يونيو 1967 في لوس أنجلوس في الولايات المتحدة.

## وصلات خارجية
- ديفيد آرثر براون على موقع ميوزك برينز (الإنجليزية)
- ديفيد آرثر براون على موقع ديسكوغز (الإنجليزية)